# Alcockianum alcockianum
Alcockianum alcockianum är en kräftdjursart som först beskrevs av Annandale 1906.  Alcockianum alcockianum ingår i släktet Alcockianum och familjen Scalpellidae. Inga underarter finns listade i Catalogue of Life.